# Бојана Ђурашковић
Бојана Ђурашковић (28.02.1996.) српска је глумица.

## Биографија
Бојана Ђурашковић је ћерка глумице Оливере Викторовић. Завршила је Шесту београдску гимназију, а потом је уписала глуму на Академији уметности београдског Алфа БК универзитета, у класи професорке Мирјане Карановић и асистената Дамјана Кецојевића и Јелене Ћурувије. Дипломирала је 2018. године.

## Филмографија
| Год.       | Назив               | Улога                        | Напомена         |
| ---------- | ------------------- | ---------------------------- | ---------------- |
| 2000-е     |                     |                              |                  |
| 2001.      | Буре                |                              | филм             |
| 2006.      | Зелена патрола      | себе                         | ТВ серија        |
| 2008.      | Неки чудни људи     |                              | ТВ серија        |
| 2010-е     |                     |                              |                  |
| 2011.      | Секс и тако то      |                              | филм             |
| 2015.      | Горко сећање        |                              | студентски филм  |
| 2015—2016. | Андрија и Анђелка   | бебиситерка / Феђина девојка | ТВ серија, 3 еп. |
| 2017.      | Маске међу нама     | девојка                      | кратки филм      |
| 2018.      | Поред мене          |                              | мјузикл          |
| 2019.      | Црвени месец        | Надежда                      | ТВ серија        |
| 2020-е     |                     |                              |                  |
| 2020.      | Жигосани у рекету   | Јелена                       | ТВ серија, 1 еп. |
| 2021.      | Певачица            | фризерка                     | ТВ серија, 1 еп. |
| 2021—2022. | Камионџије д. о. о. | Тијана                       | ТВ серија, 4 еп. |
| 2022.      | Радио Милева        | Анастасија                   | ТВ серија, 1 еп. |
| 2023.      | Мајка Мара          | Сања                         |                  |